# Lindholm (Limfjorden)
Lindholm – niewielka wyspa o powierzchni około 66 ha znajdująca się w Limfjorden w Danii. Wyspa leży na północ od półwyspu Thyholm i około 1,5 km na południe od południowego krańca wyspy Agerø – Søjeodde.

## Źródła
- Bernt Løjtnant, Erik Wessberg, Lindholm i Limfjorden. En ø-floraliste med noter [online], 1991 [dostęp 2024-12-27] (duń.).